# Petra Kamstra
Petra Kamstra (ur. 18 marca 1974) – holenderska tenisistka, zawodniczka pierwszej setki rankingu światowego, zwyciężczyni zawodowego turnieju WTA w grze podwójnej.

## Kariera tenisowa
Praworęczna Kamstra karierę zawodową rozpoczęła w wieku 15 lat od turniejów pod auspicjami Międzynarodowej Federacji Tenisowej, już w drugim starcie w zawodach tej rangi latem 1989 wygrywając w belgijskim Koksijde. W 1990 po raz pierwszy została sklasyfikowana w czołowej dwusetce rankingu światowego, a w barwach narodowych sięgnęła po juniorski Puchar Federacji (w finale rozgrywek przeciwko reprezentacji ZSRR, rozegranym w Rotterdamie, pokonała Irinę Suchową oraz w parze z Leną Niemantsverdriet wygrała grę podwójną). W 1991 była bliska awansu do pierwszej setki rankingu (doszła do miejsca numer 121), głównie dzięki występom z wczesnej fazy sezonu: III rundzie wielkoszlemowego Australian Open (przeszła z powodzeniem eliminacje, w turnieju głównym pokonała Robin White i Julie Halard, a uległa Sabine Appelmans) oraz ćwierćfinałowi w Auckland. W eliminacjach French Open uległa Katarzynie Nowak, ale na Wimbledonie ponownie przeszła turniej kwalifikacyjny, nie sprostała jednak w meczu I rundy wysoko rozstawionej Mary Joe Fernández.
Przez kolejne sezony pozostawała zawodniczką drugiej setki, notując od czasu do czasu wartościowe wyniki w głównym cyklu (np. w 1994 ćwierćfinał w Pattaya), ale w większości startując w turniejach ITF (w 1993 osiągnęła finały w Brindisi i Hawrze, dwukrotnie pokonała Włoszkę Silvię Farinę) oraz zmagając się z długotrwałymi urazami. Jej najlepszym sezonem okazał się rok 1995, kiedy po udanych eliminacjach dotarła do 1/8 finału (IV rundy) Wimbledonu. Pokonała wówczas w turnieju głównym kolejno Sarah Pitkowski, Sandrę Cecic i rozstawioną z numerem 14. Naoko Sawamatsu, a uległa dopiero broniącej tytułu Hiszpance Martínez. Ten rezultat dał jej awans do pierwszej setki, najwyżej sklasyfikowana była w październiku 1995 – jako rakieta numer 70. na świecie. W tym czasie odniosła również swoją jedyną wygraną w WTA Tour w grze podwójnej: w październiku 1995 triumfowała w Surabaya, partnerując Słowence Tinie Križan (w finale 2:6, 6:4, 6:1 z Naną Miyagi i Stephanie Reece). Dzięki temu także w deblu była klasyfikowana w pierwszej setce na świecie (numer 97. w listopadzie 1995).
W 1996 doszła do II rundy French Open, co było jej najlepszym wynikiem w historii występów w paryskim turnieju wielkoszlemowym (pokonała Włoszkę Golarsę, uległa Czeszce Langrovej). W 1997 miała przerwę w grze, a po nieudanej próbie powrotu w 1998 zakończyła karierę. Jej zawodowe zarobki wyniosły nieco ponad 180 tysięcy dolarów.

## Finały turniejów WTA
| Legenda                | Legenda |
| ---------------------- | ------- |
| Wielki Szlem           |         |
| Igrzyska olimpijskie   |         |
| WTA Tour Championships |         |
| 1988 – 2008            |         |
| Kategoria I            |         |
| Kategoria II           |         |
| Kategoria III          |         |
| Kategoria IV           |         |
| Kategoria V            |         |

### Gra podwójna 1 (1–0)
| Końcowy wynik | Nr | Data                | Turniej  | Nawierzchnia | Partnerka   | Przeciwniczki               | Wynik finału  |
| ------------- | -- | ------------------- | -------- | ------------ | ----------- | --------------------------- | ------------- |
| Zwyciężczyni  | 1. | 8 października 1995 | Surabaja | Twarda       | Tina Križan | Nana Miyagi Stephanie Reece | 2:6, 6:4, 6:1 |